# 루이빌 배츠
루이빌 배츠(Louisville Bats)는 미국 켄터키주 루이빌을 연고지로 한 마이너 리그 베이스볼 팀이다. 인터내셔널 리그 소속이며, 신시내티 레즈의 트리플 A 팜 팀이다. 홈구장은 루이빌 슬러거 필드이다.
1982년 창단되었으며, 창단부터 1997년까지는 세인트루이스 카디널스, 1998년과 99년에는 밀워키 브루어스 산하에 있었다. 2000년부터 현재까지 레즈 산하에 있다.